# Чемпіонат Німеччини з хокею 1931
Чемпіонат Німеччини з хокею 1931 — 15-й регулярний чемпіонат Німеччини з хокею, чемпіоном став клуб СК Берлін.
Перші матчі чемпіонату проходили 17 та 18 січня 1931 року на озері Ріссерзеє в містечку Гарміш-Партенкірхен. Фінал відбувся у Берліні в місцевому Спортивному палаці 21 січня 1931 року.

## Попередній етап

### Група А
- СК Берлін — Мюнхенер ЕВ 3:1

### Група В
- Кенігсберг — СК Ріссерзеє 4:3
- Кенігсберг — «СЕК Швеннінгер» 4:3
- СК Ріссерзеє — «СЕК Швеннінгер» 10:0

| М  | Команда          | І | Пер | Н | Пор | Ш    | О |
| -- | ---------------- | - | --- | - | --- | ---- | - |
| 1. | Кенігсберг       | 2 | 2   | 0 | 0   | 8:6  | 4 |
| 2. | СК Ріссерзеє     | 2 | 1   | 0 | 1   | 13:4 | 2 |
| 3. | «СЕК Швеннінгер» | 2 | 0   | 0 | 2   | 3:14 | 0 |

Скорочення: М = підсумкове місце, І = ігри, Пер = перемоги, Н = нічиї, Пор = поразки, Ш = закинуті та пропущені шайби, О = набрані очки

## Фінал
- СК Берлін — Кенігсберг 9:2 (1:2, 4:0, 4:0)

## Склад чемпіонів
Склад СК Берлін: Герхард Бол, Макс Гольцбоер, Густаф Єнеке, Еріх Ремер, Лінке, Руді Бол, Гайнц Бол, Вернер Корфф, Кумметц, Орбановські, Бейма.